# Nerocila falcata
Nerocila falcata es una especie de crustáceo isópodo marino del género Nerocila, familia Cymothoidae. Fue descrita científicamente por Fabricius en 1787.

## Distribución
Esta especie se encuentra en el mar del Sur de China.